# J'suis snob (album)
Pour les articles homonymes, voir Snob (homonymie).
Ne doit pas être confondu avec la chanson de Boris Vian, J'suis snob.
Albums de Éric Charden
Le Magnifique Mensonge Amalavague
J'suis snob est un album d'Éric Charden, sorti en 2003. 

## Liste des titres
1. J’suis snob (Boris Vian)
2. L’Avventura
3. Fais-moi l’amour
4. 14 ans les gauloises
5. L’été s’ra chaud
6. La Vie en rose
7. D’accord pour le baiser
8. Le Rien
9. Mais quand le matin
10. La Vie du Bourou
11. Elle
12. Pense à moi
13. Le P’tit Martien
14. Betty Boom
15. Le monde est gris, le monde est bleu
16. L’Amour bizarre